# Le Métis de la République
Pour plus de détails, voir Fiche technique et Distribution.
Le Métis de la République est un téléfilm documentaire réalisé par Philippe Baron, diffusé en 2013.

## Synopsis
Le Métis de la République est un portrait de Raphaël Élizé, socialiste et vétérinaire, qui fut le premier homme de couleur antillais à occuper un poste de maire en France métropolitaine. Il exerça à Sablé-sur-Sarthe de 1929 à 1940.
Durant l'Occupation, il fut destitué par Vichy de sa fonction, à la demande de la kommandantur locale, qui ne voyait pas d'un très bon œil que ce soit un homme de couleur qui occupe le poste de maire. Plus tard, Il est dénoncé et arrêté comme résistant par la gestapo. Il est déporté au camp de Buchenwald en Allemagne où il meurt, avec d'autres prisonniers politiques, sous les bombardements alliés en février 1945[réf. nécessaire].

## Fiche technique
- Titre original : Le Métis de la République
- Réalisation : Philippe Baron
- Montage : Denis Le Paven[1]
- Musique : Yan Volsy[1]
- Production : Olivier Roncin
- Société de production : Pois Chiche Films
- Société de distribution : France Télévisions
- Pays d'origine :  France
- Langue originale : français
- Format : couleur
- Genre : documentaire. Avec la participation des historiens Pap Ndiaye, Dominique Chathuant et François Durpaire.
- Durée : 52 minutes
- Date de diffusion :
  -  France : 26 octobre 2013 sur France 3[2]

## Distribution
- Okon Ubanga-Jones : Raphaël Élizé
- Philippe Torreton : le narrateur

## Production

### Développement
À l'origine, le réalisateur Philippe Bérenger fait quelques repérages au château, à la gare et les rues pavées du centre ancien de Sablé-sur-Sarthe en 2011 pour préparer son film, dont la ville et la production Pois Chiche Films ont signé la convention. Mais le réalisateur vient de remplacer Claude Chabrol pour Boule de suif de la série Chez Maupassant.
Le producteur Olivier Roncin songe au réalisateur Philippe Baron qui racontera plus tard : « j’ai trouvé ce destin extraordinaire, mais j’ai d’abord cru qu’il serait impossible d’en faire un film documentaire, faute d’images et de témoins directs. Cette histoire s’achève quand même il y a 70 ans ! ».

### Auditions
Philippe Baron engage le comédien et musicien Okon Ubanga-Jones pour une raison de ressemblance physique. Quant à la voix du film, le réalisateur montre le film à Philippe Torreton qui, par la suite, accepte d'en être le narrateur.

### Tournage
Le tournage commence au printemps 2013 à Sablé-sur-Sarthe.

## Accueil
Le Métis de la République est diffusé le 26 octobre 2013 en plein après-midi de 15 h 20 sur France 3, attirant 103 000 téléspectateurs.